# Dany Fog
Pour les articles homonymes, voir Fog.
Dany Fog, né en 1923, est un réalisateur français, d'origine danoise.

## Filmographie

### Assistant réalisateur
- 1953 : L'Étrange Amazone, de Jean Vallée
- 1954 : Crime au concert Mayol, film  de Pierre Méré
- 1958 : La Môme aux boutons, film de Georges Lautner
- 1958 : Les Violents, film d'Henri Calef
- 1965 : Pas de panique de Sergio Gobbi
- 1968 : L'Étrangère de Sergio Gobbi
- 1982-1983 : Les Enquêtes du commissaire Maigret (série TV) - 5 épisodes : 
  - Maigret s'amuse (1983)
  - La colère de Maigret (1983)
  -  Maigret et le clochard (1982)
  - Maigret et les braves gens (1982)
  - Maigret et l'homme tout seul (1982)

### Réalisateur
- 1961 : Mourir d'amour (film)
- 1974 : Meurtre à crédit (téléfilm)